# Wälder im östlichen Solling
Die Wälder im östlichen Solling sind ein Naturschutzgebiet in der niedersächsischen Gemeinde Moringen und dem gemeindefreien Gebiet Solling im Landkreis Northeim.

## Allgemeines
Das Naturschutzgebiet mit dem Kennzeichen NSG BR 168 ist circa 1479 Hektar groß. Es umfasst das rund 1458 Hektar große, gleichnamige FFH-Gebiet und ist Bestandteil des Vogelschutzgebietes „Solling“. Im Geltungsbereich der Naturschutzverordnung ersetzte es das Landschaftsschutzgebiet „Solling“, von dem es ansonsten vollständig umgeben ist. Das Gebiet steht seit dem 15. Oktober 2020 unter Naturschutz. Zuständige untere Naturschutzbehörde ist der Landkreis Northeim.

## Beschreibung
Das Naturschutzgebiet liegt in etwa zwischen Holzminden und Göttingen im östlichen Solling innerhalb des Naturparks Solling-Vogler. Es stellt weitläufige Hainsimsen-Buchenwälder unter Schutz. Zu der Rotbuche als dominierende Baumart gesellen sich Stieleiche, Traubeneiche, Hängebirke, Eberesche und teilweise auch Esche und Bergahorn. In der Krautschicht siedeln Pillensegge, Drahtschmiele, Zweiblättriges Schattenblümchen, Waldsauerklee, Siebenstern, Heidelbeere, Gewöhnliches Pfeifengras, Waldflattergras, Waldreitgras, Weißliche Hainsimse und Kleingabelzahnmoos. In die Buchenwälder sind stellenweise Stiel- und Traubeneichenbestände mit historischen Hutewaldstrukturen eingebettet. 1972 wurden am Limker Strang und im Grasborner Bruch Naturwälder ausgewiesen. Der Bereich am Limker Strang wurde 1987 auf seine heutige Größe von 20,5 Hektar verkleinert. Der Naturwald im Grasborner Bruch war zunächst 6,7 Hektar groß und wurde 2000 auf 10,8 Hektar erweitert.
Im Naturschutzgebiet befinden sich zahlreiche Quellbereiche, aus denen der Wolfsbach, die Lummerke und der Riepenbach gespeist werden. Die drei naturnahen Bäche mit abschnittsweise flutender Wasservegetation fließen der Ilme zu, die bei Einbeck in die Leine mündet. In den teilweise leicht anmoorigen Quellbereichen stocken Erlen-Eschen-Wälder. Stellenweise werden die Bäche von Erlen-Eschen-Auwäldern oder Hochstaudenfluren begleitet. Die Quell- und Auwälder werden von Schwarzerle und Esche gebildet. In der Krautschicht siedeln Winkelsegge, Gegenblättriges Milzkraut, Rasenschmiele, Waldschachtelhalm und Großes Springkraut. Weiterhin siedeln in den Bachauen Binsen- und Simsenrieder. Kleinflächig sind naturnahe Stillgewässer sowie artenreiches Grünland zu finden.
Das Naturschutzgebiet ist Lebensraum für Luchs und Wildkatze sowie verschiedene Fledermäuse, darunter das Große Mausohr. Es beherbergt verschiedene Vogelarten, unter anderem Schwarzstorch, Rotmilan, Sperlingskauz, Raufußkauz, Schwarzspecht, Grauspecht, Mittelspecht und Waldschnepfe. Die Bäche sind Lebensraum für Groppe und Bachforelle, die Stillgewässer beherbergen beispielsweise die Amphibien Kammmolch, Bergmolch und Fadenmolch.